# Carl Fredrik Ristell
Carl Fredrik Ristell, född 1711 i Stockholm, död 1787 i Uppsala, var dansmästare och språkmästare vid Uppsala universitet från 1729.
Carl Fredrik Ristell var son till hovdansmästare Israel Ristell i Stockholm. Han fick sin utbildning sedan barnsben av fadern och ansökte om tjänsten som dansmästare vid Uppsala universitet där han utnämndes 31 januari 1729. Sonen Nils Ristell efterträdde honom 1773. Han var gift med Charlotta Catharina Smedberg. Ristell fick 1760 tillstånd att undervisa i engelska och 1764 i tyska. Begäran 1772 att även få undervisa i franska avslogs. Han dog 1787.